# IC 1781
IC 1781 је спирална галаксија у сазвјежђу Кит која се налази на листи објеката дубоког неба у Индекс каталогу.
Деклинација објекта је - 0° 31' 5" а ректасцензија 2h 6m 52,8s. Привидна величина (магнитуда) објекта IC 1781 износи 14,5 а фотографска магнитуда 15,3. IC 1781 је још познат и под ознакама CGCG 387-37, KUG 0204-007, PGC 8067.